# Kominforma
Kominforma či Informbyro (oficiálně Informační byro komunistických a dělnických stran, rusky Информационное бюро коммунистических и рабочих партий, Informacionnoje bjuro kommunističjeskich i rabočich partij) byla Moskvou řízená mezinárodní organizace komunistických stran. Byla založena 6. října 1947 na konferenci v polském městě Szklarska Poręba a navazovala na činnost během války zrušené Kominterny. Vedle Komunistické strany Sovětského svazu dále sdružovala komunistické strany Bulharska, Československa, Francie, Maďarska, Itálie, Rumunska a Polska. Až do vyloučení v roce 1948 byly členy také komunistické strany Jugoslávie a Svobodného území Terstu. Kominforma měla být koordinační institucí mezinárodního charakteru, také však byla sovětským vedením užívána jako nástroj vlivu ve vznikajícím Východním bloku.
Během roku 1948 se zhoršily vzájemné vztahy Jugoslávie a Sovětského svazu, kdy se bělehradští komunisté obávali ztráty moci. Na základě toho byla přerušena z jugoslávské strany vzájemná hospodářská spolupráce a Kominforma ostře napadla KSJ. Bylo zasláno několik depeší, ve kterých se stupňoval tlak na jeho vedení. Zprvu ostrou kritiku vystřídal slovník označující celé politbyro KSJ za „špiony západu“. V tomto okamžiku tak měla Jugoslávie špatné vztahy nejen se Sověty, ale také i se západními zeměmi (kvůli územním sporům okolo Svobodného území Terst).
Zprvu měla Kominforma sídlit dle Stalinova výslovného pokynu v Bělehradě, ale poté, co byla Jugoslávie vyloučena, bylo její sídlo přesunuto do Bukurešti. Organizace vydávala také svůj vlastní deník s názvem Pro věčný mír a lidovou demokracii.
V roce 1953 zemřel Stalin a novým sovětským vůdcem se stal Chruščov. Ten usiloval o sbližování s Jugoslávií a připouštěl, že budovat socialismus nelze jen bezduchým kopírováním sovětské šablony. To smysl Kominformy oslabovalo, proto byla 17. dubna 1956 rozpuštěna.